# عشق زیباست، زندگی فوق‌العاده است
عشق زیباست، زندگی فوق‌العاده است (به کره‌ای: 사랑은 뷰티풀 인생은 원더풀) مجموعه تلویزیونی درام کره‌ای محصول سال ۲۰۱۹ است.

## خلاصه داستان
خلاصه داستان: این سریال زندگی چند نفر را دنبال می‌کند که هرکدام به دنبال پیدا کردن عشق و خوشبختی هستند. کیم سول آ (Jo Yoon-Hee) فرد جاه طلبیست که در گذشته گوینده تلویزیون بوده و همسر او، دو جین وو (Oh Min-Suk) مدیر عامل شرکت است. از طرفی مون تائه رانگ (Yoon Park) سرآشپز و بزرگترین فرزند پسر خانواده است و خواهر کوچکتری به نام مون هائه رانگ (Jo Woo-Ri) دارد که در حال حاضر منشی دو جین وو است …